# Септакорд
Септако́рд — чотиризвучний акорд, в основному виді якого звуки розташовані за терціями. Позначається цифрою 7. Складові звуки септакорду називаються: основним (1), терцієвим (3), квінтовим (5) і септимовим тоном (7). Септакорд та його обернення можуть застосовуватись у тісному, широкому та змішаному розташуванні. Септакорди бувають повні та неповні (з пропущеною квінтою). У класичній гармонії септакорд вважається дисонуючим акордом і розв'язується в тризвук, або в інший септакорд.

## Види септакордів
Існує сім септакордів терцієвої структури, будова яких являє собою послідовність великих і малих терцій. Оскільки в септакорді є 3 терції (4 ноти), кожна з яких може бути малою або великою, існує 8 можливих комбінацій, однак використовуються лише сім з них, оскільки акорд складений виключно із великих терцій («збільшений збільшений», наприклад C–E–G♯–H♯), утворить акорд, енгармонічно рівний збільшеному тризвуку з октавним подвоєнням основного тону.   
| Назва                           | Акорд від звуку До                                                                                          | Позначення від до           | Інтервал від основи | Інтервал від основи | Інтервал від основи | Терції між звуками септакорду | Терції між звуками септакорду | Терції між звуками септакорду |
| Назва                           | Акорд від звуку До                                                                                          | Позначення від до           | Терція              | Квінта              | Септима             | 1-а                           | 2-а                           | 3-я                           |
| ------------------------------- | --- | --------------------------- | ------------------- | ------------------- | ------------------- | ----------------------------- | ----------------------------- | ----------------------------- |
| Великий мажорний                | { \override Score.TimeSignature #'stencil = ##f \relative c' { \clef treble \time 4/4 <c e g b>1 } }        | Cmaj7 CM7 CΔ7 CΔ            | велика              | чиста               | велика              | велика                        | мала                          | велика                        |
| Малий мінорний                  | { \override Score.TimeSignature #'stencil = ##f \relative c' { \clef treble \time 4/4 <c es g bes>1 } }     | Cmin7 Cm7 C−7               | мала                | чиста               | мала                | мала                          | велика                        | мала                          |
| Малий мажорний («домінантовий») | { \override Score.TimeSignature #'stencil = ##f \relative c' { \clef treble \time 4/4 <c e g bes>1 } }      | C7                          | велика              | чиста               | мала                | велика                        | мала                          | мала                          |
| Зменшений септакорд             | { \override Score.TimeSignature #'stencil = ##f \relative c' { \clef treble \time 4/4 <c es ges beses>1 } } | Co7 Cdim7 Cm(♭7)♭5 C-(♭7)♭5 | мала                | зменшена            | зменшена            | мала                          | мала                          | мала                          |
| Малий зі зменшений тризвуком    | { \override Score.TimeSignature #'stencil = ##f \relative c' { \clef treble \time 4/4 <c es ges bes>1 } }   | Cm7♭5 C−7♭5 Cø              | мала                | зменшена            | мала                | мала                          | мала                          | велика                        |
| Великий мінорний                | { \override Score.TimeSignature #'stencil = ##f \relative c' { \clef treble \time 4/4 <c es g b>1 } }       | Cmmaj7 CmM7 CmΔ7 C−Δ7       | мала                | чиста               | велика              | мала                          | велика                        | велика                        |
| Великий із збільшеним тризвуком | { \override Score.TimeSignature #'stencil = ##f \relative c' { \clef treble \time 4/4 <c e gis b>1 } }      | Cmaj7♯5 C+M7 C+Δ7           | велика              | збільшена           | велика              | велика                        | велика                        | мала                          |

### Нетерцієвої структури
Септакорди також можна побудувати за допомогою збільшених або зменшених терцій. З точки зору математики таких акордів може існувати 64, проте лише деякі з них використовуються на практиці:
| Назва                            | Акорд від звуку До                                                                                       | Позначення від до | Інтервал від основи | Інтервал від основи | Інтервал від основи | Терції між звуками септакорду | Терції між звуками септакорду | Терції між звуками септакорду |
| Назва                            | Акорд від звуку До                                                                                       | Позначення від до | !Терція             | Квінта              | Септима             | 1-а                           | 2-а                           | 3-я                           |
| -------------------------------- | --- | ----------------- | ------------------- | ------------------- | ------------------- | ----------------------------- | ----------------------------- | ----------------------------- |
| Збільшений мінорний              | { \override Score.TimeSignature #'stencil = ##f \relative c' { \clef treble \time 4/4 <c e gis bes>1 } } | Caug7 C+7         | велика              | збільшена           | мала                | велика                        | велика                        | зменшена (екв. в.2)           |
| Зменшений мажорний               | { \override Score.TimeSignature #'stencil = ##f \relative c' { \clef treble \time 4/4 <c es ges b>1 } }  | CmM7♭5 C−Δ7♭5     | мала                | зменшена            | велика              | мала                          | мала                          | збільшена (екв. ч.4)          |
| Домінантовий з пониженою квінтою | { \override Score.TimeSignature #'stencil = ##f \relative c' { \clef treble \time 4/4 <c e ges bes>1 } } | C7♭5              | велика              | зменшена            | мала                | велика                        | зменшена                      | велика                        |
| Великий з пониженою квінтою      | { \override Score.TimeSignature #'stencil = ##f \relative c' { \clef treble \time 4/4 <c e ges b>1 } }   | CM7♭5             | велика              | зменшена            | велика              | велика                        | зменшена                      | збільшена                     |

У нетемперованому строх можливі і інші септакорди.

## Обернення септакорду
Обернення септакорду:
- Квінтсекстакорд D65 (напр. фа-дієз—ля—до—ре)ⓘ
- Терцквартакорд D43 (напр. ля—до—ре—фа-дієз)ⓘ
- Секундакорд D2 (напр. до—ре—фа-дієз—ля)ⓘ

## Розташування септакорду
Септакорди та їх обернення можуть використовуватись в тісному та широкому розташуванні.

## Септакорди на різних ступенях ладу
Септакорди можуть бути побудовані від будь-якого ступеню мажорного чи мінорного ладу. Найчастіше використовуваним вважається домінантсептакорд (розташований на V ступені ладу), а найрідше використовуваним — септакорд ІІІ ступеню.

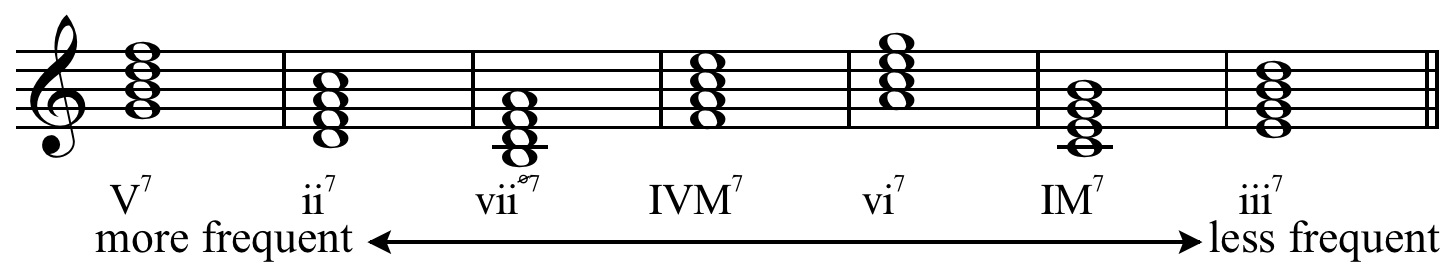
Септакорди різних ступенів ладу в порядку їх вживаності

В натуральному мажорі утворюються великих мажорних, один малий мажорний, три малих мінорних і один малий зменшений септакорди:
 І7 — великий мажорний;
 ІІ7 — малий мінорний;
 ІІІ7 — малий мінорний;
 IV7 — великий мажорний;
 V7 — малий мажорний («домінантсептакорд»);
 VI7 — малий мінорний;
 VII7 — малий зменшений.
В натуральному мінорі утворюються великих мажорних, один малий мажорний, три малих мінорних і один малий зменшений септакорди:
 І7 — малий мінорний;
 ІІ7 — малий зменшений;
 ІІІ7 — великий мажорний;
 IV7 — малий мінорний;
 V7 — малий мінорний;
 VI7 — великий мажорний;
 VII7 — малий мажорний.
В гармонічному мінорі утворюються по одному акорду кожного різновиду: великий збільшений, великий мажорний, великий мінорний, малий мажорний, малий мінорний, малий зменшений і зменшений септакорди:
 І7 — великий мінорний;
 ІІ7 — малий зменшений;
 ІІІ7 — великий збільшений;
 IV7 — малий мінорний;
 V7 — малий мажорний («домінантсептакорд»);
 VI7 — великий мажорний;
 VII7 — зменшений.